# La Terre (film, 1942)
Pour les articles homonymes, voir Terre (homonymie).

La Terre (The Land) est un film documentaire américain réalisé par Robert Flaherty entre 1939 et 1942. Il a été terminé après l'entrée en guerre des États-Unis, et n'a pas été distribué en salles à l'époque, car jugé « trop déprimant ».

## Synopsis
Le sujet du film est l'érosion qui transformait progressivement le centre des États-Unis en un désert infertile. On y voit des images saisissantes, comme la détresse et l'exode des fermiers, un cheval maigre dans un désert de sable. Il fait la promotion de l'irrigation de l'Ouest américain, censé résoudre les problèmes de sécheresse et de pauvreté.

## Fiche technique
- Titre original : The Land
- Réalisation : Robert Flaherty
- Assistant réalisateur : Irving Lerner
- Musique : Richard Arnell
- Montage : Hélène von Dongen
- Production : US Department of Agriculture
- Coproduction : United States Film Service[3]
- Format : Noir et blanc
- Durée : 33 minutes (ou 41 minutes en VF)
- Date de sortie : années 1980 en VHS[4] et en DVD[2]

## Production
Le film a été tourné entre 1939 et 1942. Le film a été commandé par Henry Wallace, « bras gauche » de Roosevelt, mais n'a pas été distribué en salles à l'époque.